# Argentine, Savoie
Argentine là một xã thuộc tỉnh Savoie trong vùng Rhône-Alpes ở đông nam nước Pháp. Xã này nằm ở khu vực có độ cao từ 326-2696 mét trên mực nước biển.